# Complot sous la Terreur
Complot sous la Terreur  est un livre-jeu écrit par  Évelyne Jakubowicz et Dominique Dupuis  en 1987, et édité par Presses pocket dans la collection Histoires à jouer : Les livres à remonter le temps, dont c'est le treizième tome.